# Nậm Nhạt
Nậm Nhạt là một con sông đổ ra Sông Đà. Nậm Nhạt chảy qua các tỉnh Lai Châu và Điện Biên, Việt Nam.
Nậm Nhạt có chiều dài 128 km và diện tích lưu vực là 2.417 km².